# Осада Аньцина
Осада Аньцина (кит. 安慶之戰) — длительная осада города Аньцин в провинции Аньхой во время восстания тайпинов, предпринятая цинской армией под командованием Цзэн Гоцюаня. Осада началась в сентябре 1860 года и закончилась 5 сентября 1861 года, когда имперские войска подорвали стены города и захватили его.

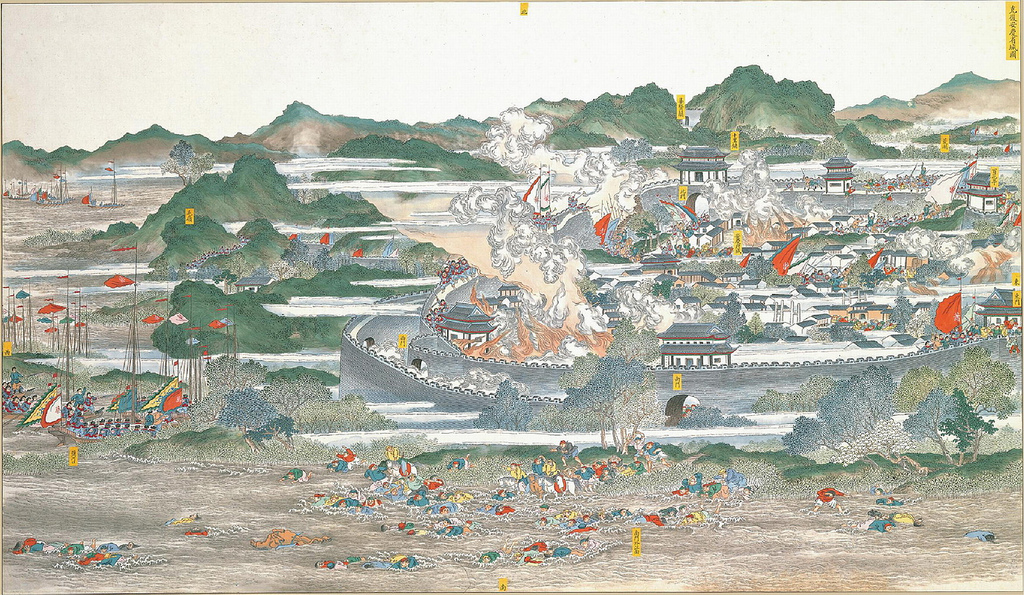
Взятие Аньцина

Аньцин имел стратегическое значение, поскольку позволял получить доступ к нижнему течению реки Янцзы, включая столицу тайпинов Нанкин, расположенную ниже по течению. Он был основной базой тайпинов для действий в Аньхое, Хубэе и Хунани. Гарнизоном командовали У Динцай и Е Юньлай.
Цзэн Гофань, командующий так называемой Сянской армией и фактический руководитель военными действиями против тайпинов вдоль среднего течения Янцзы, видел необходимость вернуть себе город-крепость, чтобы продолжить свое наступление на Нанкин. Аньцин была осаждён в конце 1860 года 10-тысячной цинской армией под командованием его брата, Цзэн Гоцюаня.
В октябре 1860 года Чэнь Юйчэн был отправлен тайпинским руководством с армией численностью более 100 000 человек для деблокады Аньцина, а затем с конечной целью захватить Учан, лежащий вверх по реке. Однако по пути в Аньцин он был перехвачен в Тунчэне 20-тысячной элитной маньчжурской кавалерией и вынуждены отступить.
Затяжная осада продолжалась до лета 1861 года; население Аньцина все больше голодало, были случаи каннибализма. Некоторые иностранные торговцы пытались снабжать город, выгружая рис повстанцам, но после приказа Цзэн Гофаня свои кораблям не допускать иностранных торговцев и поддержки британского консула Фредерика Брюса была установлена полная блокады Аньцина.
В конце августа Чэнь Юйчэн предпринял последнюю отчаянную попытку прорвать осаду Аньцина, но после ожесточённых боев был отбит у перевала Цзисянь. Когда его войска были истощены боями, 3 сентября Чэнь отступил, а через два дня стены города были прорваны.
В ночь на 4 сентября цинские солдаты тайно провели мину от подножия горы Машань в город, куда заложили большое количество пороха. В восемь часов утра 5 сентября порох был подожжён, и в результате взрыва городской стене образовалась брешь в десятки футов, куда устремились осаждающие. Более чем 20 000 защитников погибли или были перебиты в результате разгоревшихся боёв на улицах города.
Когда Аньцин оказался в руках империи, тайпины потеряли свою цитадель в центральном Китае. Цзэн сделает Аньцин своей новой штаб-квартирой и будет использовать его для координации наступления на столицу тайпинов Нанкин.